# Ленчица
Ленчица (пол. Łęczyca) — город в Польше, входит в Лодзинское воеводство, Ленчицкий повят. Имеет статус городской гмины. Занимает площадь 8,95 км². Население — 15 593 человек (2004).

## История
Первый сейм, сведения о котором сохранились в польских анналах, состоялся в Ленчице (или Ленчике, Lenczyk) в 1182 году. Эта веха национальной истории запечатлена на картине Яна Матейко. В XIII веке Ленчица — центр одного из пястовских удельных княжеств. С XIV по XVIII в. — главный город Ленчицкого воеводства.
В XIV и XV вв. Ленчица получила стратегическое значение как плацдарм борьбы Польского королевства с натиском тевтонских рыцарей. Последние несколько раз разоряли хорошо укреплённый город (в том числе в 1331 и 1406 гг.). После нейтрализации орденской угрозы и разорения шведами в XVII веке Ленчица теряет былое значение и приходит в упадок.

## Достопримечательности
Сохранились фрагменты средневековых стен города, руины королевского замка XIV—XVI вв. (воссоздан из руин в социалистический период), церковь Андрея Первозванного (1425), цистерцианский монастырь (1636—1643) и бывший доминиканский монастырь, в котором после 1799 г. помещалась известная своей неприступностью тюрьма.